# Аэробот
Аэробот (от др.-греч. ἀέριος «воздушный» и бот, нидерл. boot — лодка) — маломерное судно особой конструкции, плавательное средство в виде катера с воздушным винтом, способное передвигаться как по воде, так и по ровной поверхности суши, снегу или льду. Аэробот представляет собой по сути вооружённый воздушным винтом лёгкий глиссер.
К основным преимуществам аэроботов относится высокая для плавсредств скорость передвижения, манёвренность и способность передвигаться не только по воде. Аэроботы способны передвигаться по мелководью.